# 拾万镇
拾万镇，是中华人民共和国重庆市大足区下辖的一个乡镇级行政单位。

## 歷史沿革
宣統元年置拾萬鄉，其地明屬石院裡，清屬拾萬里，相沿成名（拾萬由石院諧音而來）。1958年與協和鄉合併為公社，1961年分置協和公社，1984年改鄉。1985年轄14村，1居委。1993年並協和鄉置拾萬鎮。2003年並村：並尖坡入斯蘭村，石輪入雙堰村，黃木入將軍村，馬豐入檬子村，元壩入福利村，大坪入長虹村，萬豐、橋勝2村入協豐村。拾萬、協和2個街村仍舊。轄9村2居委。2006年合併協和、拾萬街村為拾萬社區。2011年轄9村1社區
- 舊拾萬鄉（14）：楠木村、八堰村、祠堂村、思南村、尖坡村、石輪村、雙堰村、馬峰村、檬子村、將軍村、黃木村、福利村、原壩村、金龍村
- 舊協和鄉（5）：協豐村、萬豐村、橋勝村、大坪村、長虹村

## 行政区划
拾万镇下辖以下地区：
拾万社区、楠木村、八埝村、斯兰村、双埝村、将军村、檬子村、福利村、长虹村和协丰村。

### 2003年調整的區劃[5]
- 一、將原楠木村、金龍村合併為一個村，名為楠木村；
- 二、將原八堰村、祠堂村合併為一個村，名為八堰村；
- 三、將原斯蘭村、尖坡村合併為一個村，名為斯蘭村；
- 四、將原石輪村、雙堰村合併為一個村，名為雙堰村；
- 五、將原將軍村、黃木村合併為一個村，名為將軍村；
- 六、將原馬豐村、檬子村合併為一個村，名為檬子村；
- 七、將原福利村、元壩村合併為一個村，名為福利村；
- 八、將原大坪村、長虹村合併為一個村，名為長虹村；
- 九、將原協豐村、萬豐村、橋勝村合併為一個村，名為協豐村；
- 十、保留拾萬街村和協和街村，名為拾萬街村社區居委會和協和街村社區居委會。